# José Félix Muñoz Garmendia
José Félix Muñoz Garmendia (n. 1949) es un botánico y pteridólogo español.
Sus principales actividades científicas las desarrolló en el Consejo Superior de Investigaciones Científicas, "Departamento: Biodiversidad y Conservación" del Real Jardín Botánico de Madrid.
- La abreviatura «Muñoz Garm.» se emplea para indicar a José Félix Muñoz Garmendia como autoridad en la descripción y clasificación científica de los vegetales.[2]